# Cospeito
Cospeito là một đô thị thuộc tỉnh Lugo trong vùng Galicia, phía bắc Tây Ban Nha. Đô thị này có diện tích là 144,9 ki-lô-mét vuông, dân số năm 2009 là 5231 người với mật độ 36,1 người/km². Đô thị này có cự ly km so với Lugo.